# Preumanesimo
Con il termine preumanesimo alcuni storici del pensiero, della letteratura e dell'arte tendono a inquadrare e definire il periodo a cavallo del XIII e XIV secolo in cui si assiste a un mutamento profondo della concezione dell'uomo, fino a quell'affermazione della centralità dell'uomo rispetto alla natura, che sarà propria dell'umanesimo.

## Preumanesimo e filosofia
Nell'ambito più strettamente filosofico, nel periodo in questione, successivo alla definitiva formulazione della filosofia scolastica, attribuibile in particolare a san Tommaso d'Aquino, che poneva la ragione come il massimo e più perfetto strumento della conoscenza umana, in grado di assisterlo nel cammino verso la fede e indirizzare l'uomo a Dio, si assiste a una crisi sempre più profonda della fiducia nella ragione. In particolare, con pensatori quali Duns Scoto e Guglielmo d'Ockham, i dogmi religiosi, la svalutazione del corpo rispetto all'anima, la sfiducia nei sensi e nell'intuizione, sono gli aspetti del pensiero medioevale e tomistico che più radicalmente vengono posti in crisi; a partire da questo momento, l'individuo verrà concepito sempre più spesso come soggetto capace di accedere autonomamente alla conoscenza mediante i suoi sensi, il suo intuito, liberandolo così almeno in parte dalle costrizioni dell'autorità dei testi sacri e profani, o meglio dalle interpretazioni ufficiali di questi.

## Preumanesimo e letteratura
Nell'ambito letterario, figura centrale del periodo preumanistico, assieme per certi versi a Boccaccio, è quella di Francesco Petrarca, esemplare come figura di intellettuale di questo periodo, anche per la complessità e la contraddittorietà della sua attività letteraria e di pensiero, in continua conflittualità fra l'adesione ai valori religiosi concepiti come occasione di trasfigurazione e mutamento interiore, e i valori terreni, materiali, quale innanzitutto l'amore, o la cultura.